# 모토카지역
모토카지역(일본어: 元加治駅, もとかじえき)은 일본 사이타마현 이루마시에 있는 세이부 철도 이케부쿠로 선의 철도역이다.
소재지는 이루마시이지만, 일부는 한노시에도 걸쳐져 있다. 또한, 이케부쿠로 선 중 유일한 역무원 무배치역(한노 역에서 관리)이다.

## 타는 곳
↑ 부시
| ２１ |
한노 ↓
| 1 | 이케부쿠로 선 | 한노 방면                                                                 |
| 2 | 이케부쿠로 선 | 부시 · 도코로자와 · 네리마 · 이케부쿠로 · 신키바 · 모토마치·주카가이 방면 |

## 역사
- 1926년 4월 3일 : 개업
- 1999년 1월 2일: 역무원 무배치역으로 전환

## 인접역
| 세이부 철도 이케부쿠로 선                               | 세이부 철도 이케부쿠로 선 | 세이부 철도 이케부쿠로 선 |
| ------------------------------------------------------- | ------------------------- | ------------------------- |
| SI 24 부시 이케부쿠로 방면                              | 이케부쿠로 선 급행        | 한노 SI 26 한노 방면      |
| SI 24 부시 이케부쿠로 방면                              | 이케부쿠로 선 통근급행    | 한노 SI 26 한노 방면      |
| SI 24 부시 이케부쿠로 · 신키바 · 모토마치·주카가이 방면 | 이케부쿠로 선 쾌속        | 한노 SI 26 한노 방면      |
| SI 24 부시 이케부쿠로 방면                              | 이케부쿠로 선 통근준급행  | 한노 SI 26 한노 방면      |
| SI 24 부시 이케부쿠로 · 신키바 · 모토마치·주카가이 방면 | 이케부쿠로 선 준급행      | 한노 SI 26 한노 방면      |
| SI 24 부시 이케부쿠로 방면                              | 이케부쿠로 선 보통        | 한노 SI 26 한노 방면      |